# Taça Brasil 1967
La Taça Brasil 1967 (in italiano Coppa Brasile 1967) è stata la 9ª edizione del torneo. Vi parteciparono le squadre vincitrici di 20 campionati statali disputati l'anno precedente, più il Cruzeiro campione in carica.

## Formula
Primo turno: 4 gruppi, di cui due da 4 squadre e due da 3, divisi geograficamente. Le squadre si affrontano disputando un girone all'italiana.
Secondo turno: le 2 vincitrici dei gruppi della Zona Nord si affrontano per determinare la vincitrice di zona.
Fase finale: I quarti di finale fungono da turno preliminare; la vincitrice si qualifica alle semifinali con le vincitrici di zona e il campione in carica.

## Partecipanti
| Squadra          | Città                 | Stato               |
| ---------------- | --------------------- | ------------------- |
| ABC              | Natal                 | Rio Grande do Norte |
| América-CE       | Fortaleza             | Ceará               |
| América-SE       | Propriá               | Sergipe             |
| Atlético Mineiro | Belo Horizonte        | Minas Gerais        |
| Botafogo         | Rio de Janeiro        | Guanabara           |
| Cruzeiro         | Belo Horizonte        | Minas Gerais        |
| CSA              | Maceió                | Alagoas             |
| Ferroviário-PR   | Curitiba              | Paraná              |
| Goiás            | Goiânia               | Goiás               |
| Goytacaz         | Campos dos Goytacazes | Rio de Janeiro      |
| Grêmio           | Porto Alegre          | Rio Grande do Sul   |
| Leônico          | Salvador              | Bahia               |
| Moto Club        | São Luís              | Maranhão            |
| Náutico          | Recife                | Pernambuco          |
| Palmeiras        | San Paolo             | San Paolo           |
| Paysandu         | Belém                 | Pará                |
| Perdigão         | Videira               | Santa Catarina      |
| Piauí            | Teresina              | Piauí               |
| Rabello          | Brasilia              | Distretto Federale  |
| Rio Branco-ES    | Vitória               | Espírito Santo      |
| Treze            | Campina Grande        | Paraíba             |

## Primo turno

### Gruppo Nord-Est

#### Primo turno

##### Risultati
| Casa/Trasferta | ABC | AME | CSA | TRE |
| -------------- | --- | --- | --- | --- |
| ABC            |     | 2-1 | 1-1 | 2-2 |
| América-SE     | 3-1 |     | 1-1 | 1-1 |
| CSA            | 2-1 | 4-2 |     | 2-3 |
| Treze          | 3-0 | 1-0 | 1-1 |     |

##### Classifica
| Pos. | Squadra    | Pt | G | V | N | P | GF | GS | DR |
| ---- | ---------- | -- | - | - | - | - | -- | -- | -- |
| 1    | Treze      | 9  | 6 | 3 | 3 | 0 | 11 | 6  | +5 |
| 2    | CSA        | 7  | 6 | 2 | 3 | 1 | 11 | 9  | +2 |
| 3    | ABC        | 4  | 6 | 1 | 2 | 3 | 7  | 12 | -5 |
| 4    | América-SE | 4  | 6 | 1 | 2 | 3 | 8  | 10 | -2 |

#### Finale

##### Andata
| Salvador 3 settembre 1967 | Leônico | 1 – 2 | Treze |  |

##### Ritorno
| Campina Grande 10 settembre 1967 | Treze | 2 – 1 | Leônico |  |

### Gruppo Nord

#### Primo turno

##### Risultati
| Casa/Trasferta | MTC | PAY | PIA |
| -------------- | --- | --- | --- |
| Moto Club      |     | 3-4 | 0-0 |
| Paysandu       | 2-0 |     | 2-1 |
| Piauí          | 0-1 | 3-1 |     |

##### Classifica
| Pos. | Squadra   | Pt | G | V | N | P | GF | GS | DR |
| ---- | --------- | -- | - | - | - | - | -- | -- | -- |
| 1    | Paysandu  | 6  | 4 | 3 | 0 | 1 | 9  | 7  | +2 |
| 2    | Piauí     | 3  | 4 | 1 | 1 | 2 | 4  | 4  | 0  |
| 3    | Moto Club | 3  | 4 | 1 | 1 | 2 | 4  | 6  | -2 |

#### Finale

##### Andata
| Fortaleza 3 settembre 1967 | América-CE | 1 – 0 | Paysandu |  |

##### Ritorno
| Belém 7 settembre 1967 | Paysandu | 0 – 1 | América-CE |  |

### Gruppo Sud

#### Primo turno

##### Risultati
| Casa/Trasferta | FER | GRE | PER |
| -------------- | --- | --- | --- |
| Ferroviário    |     | 0-2 | 3-2 |
| Grêmio         | 0-0 |     | 8-0 |
| Perdigão       | 2-3 | 2-2 |     |

##### Classifica
| Pos. | Squadra        | Pt | G | V | N | P | GF | GS | DR  |
| ---- | -------------- | -- | - | - | - | - | -- | -- | --- |
| 1    | Grêmio         | 6  | 4 | 2 | 2 | 0 | 12 | 2  | +10 |
| 2    | Ferroviário-PR | 5  | 4 | 2 | 1 | 1 | 6  | 6  | 0   |
| 3    | Perdigão       | 1  | 4 | 0 | 1 | 3 | 6  | 16 | -10 |

### Gruppo Centro

#### Primo turno

##### Risultati
| Casa/Trasferta | GOI | GOY | RAB | RIO |
| -------------- | --- | --- | --- | --- |
| Goiás          |     | 0-0 | 1-0 | 0-0 |
| Goytacaz       | 2-2 |     | 3-0 | 1-0 |
| Rabello        | 1-1 | 1-3 |     | 0-2 |
| Rio Branco     | 1-0 | 5-1 | 0-1 |     |

##### Classifica
| Pos. | Squadra       | Pt | G | V | N | P | GF | GS | DR |
| ---- | ------------- | -- | - | - | - | - | -- | -- | -- |
| 1    | Goytacaz      | 8  | 6 | 3 | 2 | 1 | 10 | 8  | +5 |
| 2    | Rio Branco-ES | 7  | 6 | 3 | 1 | 2 | 8  | 3  | +5 |
| 3    | Goiás         | 6  | 6 | 1 | 4 | 1 | 4  | 4  | 0  |
| 4    | Rabello       | 3  | 6 | 1 | 1 | 4 | 3  | 10 | -7 |

#### Semifinale

##### Andata
| Campos dos Goytacazes 19 settembre 1967 | Goytacaz | 1 – 2 | Atlético Mineiro |  |

##### Ritorno
| Belo Horizonte 24 settembre 1967 | Atlético Mineiro | 5 – 1 | Goytacaz |  |

#### Finale

##### Andata
| Rio de Janeiro 11 ottobre 1967 | Botafogo | 3 – 2 | Atlético Mineiro |  |

##### Ritorno
| Belo Horizonte 1º novembre 1967 | Atlético Mineiro | 1 – 0 | Botafogo |  |

##### Spareggio
| Belo Horizonte 15 novembre 1967 | Atlético Mineiro | 1 – 1 | Botafogo |  |

Atlético qualificato per sorteggio.

## Secondo turno

### Zona Nord

#### Semifinale

##### Andata
| Fortaleza 1º ottobre 1967 | América-CE | 2 – 0 | Treze |  |

##### Ritorno
| Campina Grande 6 ottobre 1967 | Treze | 1 – 1 | América-CE |  |

#### Finale

##### Andata
| Fortaleza 22 ottobre 1967 | América-CE | 0 – 1 | Náutico |  |

##### Ritorno
| Recife 29 ottobre 1967 | Náutico | 1 – 0 | América-CE |  |

## Fase finale

### Quarti di finale

#### Andata
| Recife 22 novembre 1967 | Náutico | 3 – 0 | Atlético Mineiro |  |

#### Ritorno
| Belo Horizonte 29 novembre 1967 | Atlético Mineiro | 2 – 0 | Náutico |  |

#### Spareggio
| Belo Horizonte 1º dicembre 1967 | Atlético Mineiro | 2 – 2 | Náutico |  |

### Semifinali

#### Andata
| Belo Horizonte 6 dicembre 1967 | Cruzeiro | 2 – 1 | Náutico |  |

| Porto Alegre 6 dicembre 1967 | Grêmio | 2 – 1 | Palmeiras |  |

#### Ritorno
| Recife 13 dicembre 1967 | Náutico | 3 – 0 | Cruzeiro |  |

| San Paolo 13 dicembre 1967 | Palmeiras | 3 – 1 | Grêmio |  |

#### Spareggi
| Recife 15 dicembre 1967 | Náutico | 0 – 0 | Cruzeiro |  |

| San Paolo 15 dicembre 1967 | Palmeiras | 2 – 1 | Grêmio |  |

### Finale

#### Andata
| Recife 20 dicembre 1967 | Náutico | 1 – 3 | Palmeiras |  |

#### Ritorno
| San Paolo 20 dicembre 1967 | Palmeiras | 1 – 2 | Náutico |  |

#### Spareggio
| Arbitro: | Marques |

|                             |           |  |
| César Maluco Ademir da Guia | Marcatori |  |

## Verdetti
- Palmeiras vincitore della Taça Brasil 1967 e qualificato alla Coppa Libertadores 1968.
- Náutico qualificato alla Coppa Libertadores 1968.